# 美方ケーブルネットワーク
美方ケーブルネットワーク株式会社（みかたケーブルネットワーク）は、福井県三方郡美浜町に本社を置き、同町および三方上中郡若狭町をサービスエリアとしケーブルテレビ・インターネット・IP電話事業を行っているケーブルテレビ局である。略称・通称はMMネット（エムエムネット）。
かつては美浜・若狭両町が出資する第三セクターであったが、2023年（令和5年）4月1日に嶺南ケーブルネットワーク（RCN）は両町が保有するすべての株式を取得、同社の完全子会社となった。

## 概要
農林水産省が進める中山間地域振興事業の一環として、ケーブルテレビの整備が行われた。幹線は光ファイバーケーブルで整備されており、電柱の分岐器から各家庭への引込み線は同軸ケーブルとなるHFC方式であるが、2020年度より電柱の分岐器から各家庭への引込み線も光ファイバー化（FTTH方式）を進めており、整備が完了したエリアよりFTTH方式のプランが適用される。
前述のとおり、美浜町・若狭町が出資する第三セクターであったが（出資比率はいずれも44.06%、2022年時点）、RCNは両町保有の全株式を取得し完全子会社とした。

## 沿革
- 1999年（平成11年）
  - 1月26日：美方ケーブルネットワーク株式会社設立[1][2]。
  - 8月6日：郵政大臣（当時）が有線テレビジョン放送施設設置を許可[2]。
- 2001年（平成13年）2月1日：開局[2][5]。
- 2002年（平成14年）6月1日：「MMネット インターネットサービス」開始[2][6]。嶺南ケーブルネットワークの回線を利用してサービス提供[2]。
- 2003年（平成15年）12月：BSデジタル放送開始[2]。
- 2006年（平成18年）9月20日：県内4波の地上デジタル放送の再送信開始。
- 2008年（平成20年）3月：上中地区におけるデジタル放送とインターネットに関する業務を若狭町から受託[6]。
- 2010年（平成22年）9月1日：毎日放送、朝日放送（当時、現在の朝日放送テレビ）の地上デジタル放送の区域外再放送を開始[7]。
- 2011年（平成23年）
  - 6月15日：KBS京都、びわ湖放送の地上デジタル放送再送信開始。
  - 7月24日：アナログ放送を終了[7]。同時に県内4波、行政番組および消防番組に限って「デジアナ変換」を開始。
  - 8月31日：デジアナ変換終了。アナログ放送のサービスを完全終了。
- 2023年（令和5年）4月：嶺南ケーブルネットワークの子会社になるとともに、若狭町より上中地区におけるケーブルテレビ事業（ケーブルネットワークかみなか）を譲渡される。よって、同町全域が正式なサービスエリアとなる[8]。

## 主な放送チャンネル

### 地上波系列別再送信局
| NHK-G   | NHK-E   | NNN/NNS  | ANN            | JNN      | TXN | FNN/FNS    | JAITS              |
| ------- | ------- | -------- | -------------- | -------- | --- | ---------- | ------------------ |
| NHK福井 | NHK福井 | 福井放送 | 朝日放送テレビ | 毎日放送 |     | 福井テレビ | びわ湖放送 KBS京都 |

### テレビ局
チャンネルは2024年時点。2021年度（令和3年度）より設備の更新工事を行っており、料金プランも変更される予定である。なお、J:COM BS・BSよしもとの再送信は行っていない（2025年時点）。
凡例
ファミリー：地上波・コミュニティ
ライト：地上波・コミュニティ・BS
デラックス：地上波・コミュニティ・BS・CS
●：各コースで視聴可能のチャンネル
※：別途申し込みが必要となるチャンネル
| チャンネル | 放送局・チャンネル名                 | デラックス | ライト | ファミリー |
| ---------- | ------------------------------------ | ---------- | ------ | ---------- |
| 011        | NHK総合・福井                        | ●          | ●      | ●          |
| 021        | NHK Eテレ 福井                       | ●          | ●      | ●          |
| 031        | びわ湖放送                           | ●          | ●      | ●          |
| 041        | 毎日放送                             | ●          | ●      | ●          |
| 051        | KBS京都                              | ●          | ●      | ●          |
| 061        | 朝日放送テレビ                       | ●          | ●      | ●          |
| 071        | 福井放送                             | ●          | ●      | ●          |
| 081        | 福井テレビ                           | ●          | ●      | ●          |
| 091        | 行政チャンネル                       | ●          | ●      | ●          |
| 092        | 消防チャンネル                       | ●          | ●      | ●          |
| 093        | MM47ちゃん（コミュニティチャンネル） | ●          | ●      | ●          |
| 094        | お天気チャンネル                     | ●          | ●      | ●          |
| 101        | NHK BS                               | ●          | ●      |            |
| 141        | BS日テレ                             | ●          | ●      |            |
| 151        | BS朝日                               | ●          | ●      |            |
| 161        | BS-TBS                               | ●          | ●      |            |
| 171        | BSテレ東                             | ●          | ●      |            |
| 181        | BSフジ                               | ●          | ●      |            |
| 191        | WOWOWプライム                        | ※          | ※      |            |
| 192        | WOWOWライブ                          | ※          | ※      |            |
| 193        | WOWOWシネマ                          | ※          | ※      |            |
| 200        | BS10                                 | ●          | ●      |            |
| 201        | BS10スターチャンネル                 | ※          | ※      |            |
| 211        | BS11イレブン                         | ●          | ●      |            |
| 222        | BS12 トゥエルビ                      | ●          | ●      |            |
| 231        | 放送大学テレビ                       | ●          | ●      |            |
| 101        | NHK BSプレミアム4K                   | ●          | ●      |            |
| 141        | BS日テレ 4K                          | ●          | ●      |            |
| 151        | BS朝日 4K                            | ●          | ●      |            |
| 161        | BS-TBS 4K                            | ●          | ●      |            |
| 171        | BSテレ東 4K                          | ●          | ●      |            |
| 181        | BSフジ 4K                            | ●          | ●      |            |
| 201        | 時代劇専門チャンネル                 | ●          |        |            |
| 206        | スーパー!ドラマTV                    | ●          |        |            |
| 210        | GAORA SPORTS                         | ●          |        |            |
| 211        | スカイ・A                            | ●          |        |            |
| 212        | ゴルフネットワーク                   | ●          |        |            |
| 213        | アニマックス                         | ●          |        |            |
| 214        | 日本映画専門チャンネル               | ●          |        |            |
| 215        | J SPORTS 1                           | ●          |        |            |
| 216        | J SPORTS 2                           | ●          |        |            |
| 217        | TBS NEWS                             | ●          |        |            |
| 218        | 日経CNBC                             | ●          |        |            |
| 219        | スペースシャワーTV                   | ●          |        |            |
| 220        | 歌謡ポップスチャンネル               | ●          |        |            |
| 251        | TBSチャンネル 1                      | ●          |        |            |
| 252        | ミステリーチャンネル                 | ●          |        |            |
| 253        | ホームドラマチャンネル               | ●          |        |            |
| 254        | キッズステーション                   | ●          |        |            |
| 255        | WOWOWプラス                          | ●          |        |            |
| 262        | MONDO TV                             | ●          |        |            |
| 501        | 衛星劇場                             | ※          |        |            |
| 700        | えんてれ                             | ●          |        |            |
| 764        | 東映チャンネル                       | ※          |        |            |
| 820        | グリーンチャンネル 1                 | ※          |        |            |
| 821        | グリーンチャンネル 2                 | ※          |        |            |

- CS放送はJC-HITSを使用している[2]。

## 音声告知器
音声告知器は各加入世帯に配布されていたが、2021年（令和3年）7月31日で運用を終了。同年8月からは個別受信機の運用を開始している。

## インターネット事業
インターネットはケーブルテレビと同様にHFCとFTTHの2方式が使用されているが、前述の更新工事終了後にFTTH方式に統一される予定である。

### HFC方式
- エコノミープラン：下り最大1Mbps
- スーパーMMプラン：下り最大20Mbps
  - RCNのサーバを経由してインターネットに接続している[2]。

### FTTH方式
- 光20M：最大20Mbps[9]
- 光200M：最大200Mbps[9]
- 光1G：最大1Gbps[9]